# Arildialkilfosfataza
Arildialkilfosfataza (EC 3.1.8.1, organofosfatna hidrolaza, paraoksonaza, A-esteraza, ariltrifosfataza, organofosfatna esteraza, esteraza B1, esteraza E4, paraoksonska esteraza, pirimifos-metilokson esteraza, OPA anhidraza, organofosforna hidrolaza, fosfotriesteraza, paraoksonska hidrolaza, OPH, organofosforno kiselinska anhidraza) je enzim sa sistematskim imenom ariltrifosfat dialkilfosfohidrolaza. Ovaj enzim katalizuje sledeću hemijsku reakciju
aril dialkil fosfat + 2O {\displaystyle \rightleftharpoons } dialkil fosfat + aril alkohol
Ovaj enzim deluje na organofosforna jedinjenja (poput paraoksona) uključujući estre fosfone i hipofosforaste kiseline.

## Spoljašnje veze
- Aryldialkylphosphatase на 